# Joseph Mittathany
Joseph Mittathany (ur. 12 lipca 1931 w Kalikavu, zm. 11 lipca 2022 w Koirengei) – indyjski duchowny rzymskokatolicki, w latach 1995-2006 arcybiskup Imphal.

## Życiorys
Święcenia kapłańskie przyjął 23 kwietnia 1959. 26 czerwca 1969 został prekonizowany biskupem Tezpuru. Sakrę biskupią otrzymał 27 września 1969. 28 marca 1980 został mianowany biskupem Imphal. 10 lipca 1995 został ogłoszony arcybiskupem. 12 kwietnia 2006 przeszedł na emeryturę. Zmarł 11 lipca 2022.